# Temporada 1988-89 de los Washington Bullets

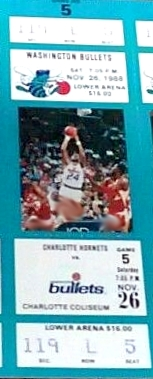
Una entrada para un partido de la Asociación Nacional de Baloncesto del 26 de noviembre de 1988 entre los Washington Bullets y los Charlotte Hornets en el Charlotte Coliseum.

La temporada 1988-89 fue la decimosexta de los Bullets dentro del área metropolitana de Washington D. C. y la vigésimo octava en sus diferentes localizaciones. La temporada regular acabó con 40 victorias y 42 derrotas, ocupando el noveno puesto de la Conferencia Este, no logrando clasificarse para los playoffs.

## Elecciones en elDraft
| Ronda | Puesto | Jugador        | Posición | Nacionalidad   | Universidad |
| ----- | ------ | -------------- | -------- | -------------- | ----------- |
| 1     | 12     | Harvey Grant   | Alero    | Estados Unidos | Oklahoma    |
| 2     | 36     | Ledell Eackles | Escolta  | Estados Unidos | New Orleans |

## Temporada regular
| División Atlántico   | División Atlántico | División Atlántico | División Atlántico | División Atlántico | División Atlántico | División Atlántico | División Atlántico | División Atlántico |
| Equipo               | G                  | P                  | %                  | PD                 | Casa               | Fuera              | Div                |                    |
| -------------------- | ------------------ | ------------------ | ------------------ | ------------------ | ------------------ | ------------------ | ------------------ | ------------------ |
| y-New York Knicks    | 52                 | 30                 | .634               | –                  | 35–6               | 17–24              | 18–12              |                    |
| x-Philadelphia 76ers | 46                 | 36                 | .561               | 6                  | 30–11              | 16–25              | 19–11              |                    |
| x-Boston Celtics     | 42                 | 40                 | .512               | 10                 | 32–9               | 10–31              | 19–11              |                    |
| Washington Bullets   | 40                 | 42                 | .488               | 12                 | 30–11              | 10–31              | 17–13              |                    |
| New Jersey Nets      | 26                 | 56                 | .317               | 26                 | 17–24              | 9–32               | 9–21               |                    |
| Charlotte Hornets    | 20                 | 62                 | .244               | 32                 | 12–29              | 8–33               | 8–22               |                    |

## Estadísticas
| Rk | Jugador          | Edad | P  | PT | MP   | TC  | TCI  | %TC  | T3  | T3I | %T3  | TL  | TLI | %TL  | RO  | RD  | RT  | AS  | RB  | TAP | BP  | FP  | PTS  |
| -- | ---------------- | ---- | -- | -- | ---- | --- | ---- | ---- | --- | --- | ---- | --- | --- | ---- | --- | --- | --- | --- | --- | --- | --- | --- | ---- |
| 1  | Darrell Walker   | 27   | 79 | 78 | 32.5 | 3.6 | 8.6  | .420 | 0.0 | 0.1 | .000 | 1.8 | 2.3 | .772 | 1.7 | 4.7 | 6.4 | 6.3 | 2.0 | 0.3 | 2.3 | 2.7 | 9.0  |
| 2  | Jeff Malone      | 27   | 76 | 75 | 31.8 | 8.9 | 18.6 | .480 | 0.0 | 0.3 | .053 | 3.9 | 4.5 | .871 | 0.7 | 1.6 | 2.4 | 2.9 | 0.5 | 0.2 | 2.2 | 2.0 | 21.7 |
| 3  | Bernard King     | 32   | 81 | 81 | 31.6 | 8.1 | 16.9 | .477 | 0.1 | 0.4 | .167 | 4.5 | 5.4 | .819 | 1.6 | 3.1 | 4.7 | 3.6 | 0.8 | 0.2 | 2.8 | 2.7 | 20.7 |
| 4  | John Williams    | 22   | 82 | 1  | 29.4 | 5.3 | 11.5 | .466 | 0.2 | 0.9 | .268 | 2.7 | 3.5 | .776 | 1.9 | 5.1 | 7.0 | 4.3 | 1.7 | 0.9 | 1.9 | 2.6 | 13.7 |
| 5  | Terry Catledge   | 25   | 79 | 77 | 26.3 | 4.2 | 8.6  | .490 | 0.0 | 0.1 | .200 | 1.9 | 3.2 | .602 | 2.9 | 4.3 | 7.2 | 0.9 | 0.6 | 0.3 | 1.5 | 3.2 | 10.4 |
| 6  | Charles Jones    | 31   | 53 | 45 | 21.8 | 1.1 | 2.4  | .480 | 0.0 | 0.0 | .000 | 0.3 | 0.5 | .640 | 1.5 | 3.4 | 4.8 | 0.8 | 0.7 | 1.4 | 0.7 | 3.5 | 2.6  |
| 7  | Ledell Eackles   | 22   | 80 | 6  | 18.2 | 4.0 | 9.2  | .434 | 0.1 | 0.5 | .225 | 3.4 | 4.3 | .786 | 1.3 | 1.0 | 2.3 | 1.5 | 0.5 | 0.1 | 1.6 | 2.0 | 11.5 |
| 8  | Steve Colter     | 26   | 80 | 5  | 17.8 | 2.5 | 5.7  | .444 | 0.0 | 0.3 | .120 | 1.6 | 2.1 | .749 | 0.8 | 1.5 | 2.3 | 2.8 | 0.9 | 0.2 | 0.8 | 2.0 | 6.7  |
| 9  | Harvey Grant     | 23   | 71 | 1  | 16.8 | 2.5 | 5.5  | .464 | 0.0 | 0.0 | .000 | 0.5 | 0.8 | .596 | 1.1 | 1.2 | 2.3 | 1.1 | 0.5 | 0.4 | 0.4 | 2.1 | 5.6  |
| 10 | Mark Alarie      | 25   | 74 | 5  | 15.4 | 2.8 | 5.8  | .478 | 0.2 | 0.5 | .342 | 1.0 | 1.2 | .839 | 1.4 | 2.1 | 3.4 | 0.9 | 0.3 | 0.3 | 0.8 | 2.2 | 6.7  |
| 11 | Dave Feitl       | 26   | 57 | 36 | 14.5 | 2.0 | 4.7  | .436 | 0.0 | 0.0 | .000 | 0.9 | 1.1 | .831 | 1.2 | 2.3 | 3.5 | 0.6 | 0.3 | 0.3 | 1.1 | 2.4 | 5.0  |
| 12 | Charles Jones    | 27   | 43 | 0  | 12.0 | 0.9 | 1.9  | .463 | 0.0 | 0.1 | .333 | 0.8 | 1.2 | .623 | 1.3 | 2.0 | 3.3 | 0.4 | 0.4 | 0.4 | 0.5 | 1.1 | 2.6  |
| 13 | Dominic Pressley | 24   | 10 | 0  | 10.7 | 0.8 | 2.5  | .320 | 0.0 | 0.0 |      | 0.5 | 0.9 | .556 | 0.3 | 1.1 | 1.4 | 2.2 | 0.4 | 0.0 | 1.1 | 0.9 | 2.1  |